# Diego Perren
Diego Perren   (Zermatt, 10 de gener de 1965) és un jugador de cúrling suís, ja retirat, que va competir a finals del segle XX.
El 1998 va guanyar la medalla d'or en la competició de cúrling als Jocs Olímpics d'Hivern de Nagano. En el seu palmarès també destaquen dues medalles de bronze als Campionats del Món de cúrling, el 1996 i 1999.